# Maria Teresa Albani
Maria Teresa Albani est une actrice italienne. Principalement active au théâtre, elle a également joué pour la télévision et le cinéma, remportant notamment un Ruban d'argent de la meilleure actrice dans un second rôle en 1976 avec le film Vertiges.

## Biographie
Elle commence sa carrière au théâtre et y exerce pendant de longues années. Elle fait une première apparition au cinéma en 1950 dans le film Contre la loi de Flavio Calzavara.
L'essentiel de sa carrière cinématographique se déroule au cours des années 1970, période ou elle joue dans sept films. Elle est ainsi de la mère de Silvana (Ely Galleani) dans Au nom du peuple italien de Dino Risi, interprète le personnage d'une diseuse de bonnes aventures dans Febbre da cavallo ou celui d'une patiente dans Vertiges, rôle pour lequel elle obtient un Ruban d'argent de la meilleure actrice dans un second rôle en 1976.
Elle apparaît une dernière fois à la télévision dans le téléfilm La storia de Luigi Comencini.

## Filmographie

### Au cinéma
- 1950 : Contre la loi (Contro la legge) de Flavio Calzavara
- 1954 : Scuola elementare d'Alberto Lattuada
- 1959 : Morte di un amico de Franco Rossi
- 1971 : Au nom du peuple italien (In nome del popolo italiano) de Dino Risi
- 1973 : Manœuvres criminelles d'un procureur de la république (Il vero e il falso) de Eriprando Visconti
- 1973 : Amore e ginnastica de Luigi Filippo D'Amico
- 1973 : La bambola de Mario Foglietti
- 1975 : Vertiges (Per le antiche scale) de Mauro Bolognini
- 1975 : La Femme du dimanche (La donna della domenica) de Luigi Comencini
- 1976 : Febbre da cavallo de Steno

### À la télévision

#### Téléfilms
- 1959 : Il romanzo di un maestro de Mario Landi
- 1960 : La pisana de Giacomo Vaccari
- 1986 : La storia de Luigi Comencini

#### Séries télévisées
- 1969 : Il segreto di Luca
- 1971 : Il mulino del Po
- 1973 : La porta sul buio

## Prix et distinctions notables
- Ruban d'argent de la meilleure actrice dans un second rôle en 1981 pour Vertiges (Per le antiche scale).

## Sources
- (it) Cet article est partiellement ou en totalité issu de l’article de Wikipédia en italien intitulé « Maria Teresa Albani » (voir la liste des auteurs).